# مجله هواکره و فیزیک خورشید و زمین
مجله هواکره و فیزیک خورشید و زمین یک ژورنال علمی ماهانه داوری همتا دربارهٔ هواکره و علوم زمین است. این مجله در سال ۱۹۵۰ (میلادی) با نام مجله فیزیک زمینی و هواکره آغاز به کار کرد. در سال ۱۹۹۷ (میلادی) به نام امروزی خود تغییر کرد. این مجله از سوی الزویر منتشر می‌شود. انجمن بین‌المللی علوم رادیویی (به همراه اتحادیه ژئوفیزیک آمریکا) حامی مالی این مجله است. بنیان‌گذار این مجله، ادوارد ویکتور اپلتون بود.